# Stříbrnice (Přerovi járás)
Stříbrnice település Csehországban, Přerovi járásban. Stříbrnice Vitčice, Měrovice nad Hanou, Křenovice és Vrchoslavice településekkel határos. Lakosainak száma 249 fő (2024. január 1.).

## Népesség
A település lakosságának változását az alábbi diagram mutatja:
| Lakosok száma | 209  | 236  | 313  | 310  | 300  | 244  | 279  | 285  | 245  | 249  |
|               | 1869 | 1890 | 1921 | 1950 | 1980 | 2001 | 2017 | 2019 | 2022 | 2024 |